# Lycodon aulicus
Espèce
Synonymes
- Coluber aulicus Linnaeus, 1758
- Lycodon unicolor Boie, 1827
- Lycodon atropurpureus Cantor, 1839
- Lycodon subfuscus Cantor, 1839

Lycodon aulicus est une espèce de serpents de la famille des Colubridae.

## Répartition
Cette espèce se rencontre en Birmanie, à l'île Maurice, en Inde, au Népal, au Pakistan et au Sri Lanka. Elle a été introduite sur l'île de La Réunion, où elle est avec Ramphotyphlops braminus l'une des deux espèces de serpents présente.

## Description
Lycodon aulicus mesure en moyenne 51 cm dont 11 cm pour la queue ; les femelles étant généralement plus grandes que les mâles. Sa coloration varie en fonction de son origine géographique. Son dos est brun ou brun grisâtre soit uniforme soit avec une réticulation ou des bandes transversales blanches, et avec ou sans collier blanc.
C'est un serpent nocturne qui se nourrit de lézards , souris et d'amphibiens. Les femelles sont ovipares et pondent de 4 à 11 œufs.

## Synonymie
- Lycodon aulicus Cantor, 1847 est un synonyme de Lycodon capucinus Boie, 1827.

## Publication originale
- Linnaeus, 1758 : Systema naturae per regna tria naturae, secundum classes, ordines, genera, species, cum characteribus, differentiis, synonymis, locis, ed. 10 (texte intégral).
- DESO, G. & PROBST, J.M. 2007. Lycodon aulicus Linnaeus, 1758 et son impact sur l'herpétofaune insulaire à La Réunion (Ophidia : Colubridae : Lycodontinae). Bull. Phaethon, 25 : 29-36. ()